# Antoni Carné i Mata
Antoni Carné i Mata fou un polític i dirigent obrer català del segle xix. Va treballar com a teixidor a mà i va crear a Valls
la Societat d'Artesans Teixidors a Mà de la Regió Espanyola, adherida a l'Associació Internacional de Treballadors, i de la que en fou elegit president el 30 de gener de 1871. El maig de 1872 era director del seu diari El Tejedor i el 7 de maig de 1872 fou escolliut membre del Consell de la Unió Manufacturera, unió de la Federació de les Tres Classes de Vapor i de la Societat de Teixidors a Mà. Poc després fou detingut sota l'acusació d'associació il·legal i d'haver amenaçat al fabricat Josep Berenguer, però fou alliberat uns dies més tard.
A les eleccions generals espanyoles de 1873 fou elegit diputat pel districte de Mataró dins les files del Partit Republicà Democràtic Federal. Durant el seu mandat va presentar un projecte de llei per regular la jornada de treball en les fàbriques de vapor, establiments fabrils i industrials, limitada a 9 hores diàries, que no va prosperar, tot i que va rebre el suport d'alguns diputats catalans com Josep Bach i Serra, Salvador Sampere i Miquel, Joan Tutau i Vergés i Francesc Company i Carreras.